# Mesquita do Brás

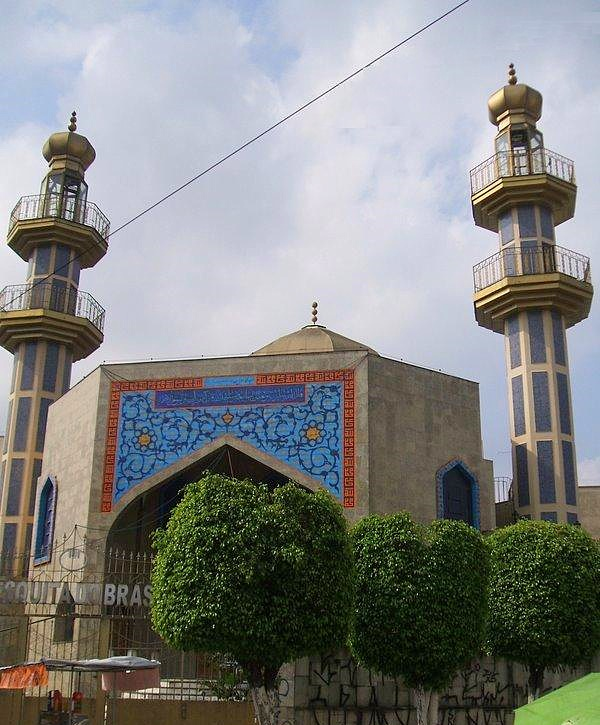
Vista frontal da mesquita.

A Mesquita do Brás é um templo islâmico Xiita localizado no Brás, bairro central da cidade de São Paulo. Construída em 1987 pela Associação Beneficente Islâmica do Brasil, é denominada oficialmente Mesquita Mohammad Mensageiro de Deus. O Projeto foi feito pelo arquiteto Sami Akl (autor do projeto) e Antônio Carlos Kol de Alvarenga (responsável técnico) foram convidados pela Associação Islâmica do Brasil. Em 1986, o projeto foi acompanhado pelo embaixador do Irã.

## A Reforma
Em 22 de março de 2015, a comunidade islâmica e diversas personalidades religiosas, políticas e intelectuais se reuniram na Mesquita Mohammad Mensageiro de Deus (a Mesquita do Brás) para a reinauguração do templo, que havia passado por uma ampla reforma, extasiando a comunidade.
Antes da reforma a mesquita possuía o mishrab em posição errada, sem estar orientado para Meca, então foi construído um mishrab menor e acertaram a posição de orientação para as orações no salão da mesquita.

## Ligações Externas
- http://www.mesquitadobras.org.br/